# Andrena palmyriae
Andrena palmyriae (лат.) — вид пчёл рода Andrena из семейства Andrenidae. Сирия, 110 км восточнее города Пальмира (на высоте 350 м). Видовое название дано в честь древнего города.

## Описание
Длина менее 1 см (самка 7 мм, самцы 5—6 мм). Andrena palmyriae можно распознать как мелкого размера представителя подрода Aciandrena. Он близок к A. pavonia из Алжира и Туниса, поскольку оба вида имеют короткие полуопушенные волоски на скутуме и скутеллуме, оранжевые задние голени и толстые белые волосковые ленты, покрывающие тергальные края. Отличить его можно по полностью блестящему скутуму (у A. pavonia он слегка, но постоянно и полностью шагренирована), узкому и глубоко зазубренному отростку лабрума (отросток лабрума трапециевидный, шире длины, слабо зазубрен) и интерстициальному нервулюсу (четко антефуркальному). Самку A. palmyriae можно отделить от A. badiyah по зазубренному отростку лабрума, оранжевым задним голеням, интерстициальному нервулюсу, сравнительно более длинному наличнику, а также более длинным и толстым тергальным волосяным пучкам. Самцов A. palmyriae можно отделить от самцов сходного вида A. badiyah, поскольку у этого вида желтый наличник. Он почти идентичен A. pavonia, но скутум и скутеллюм интенсивно блестящие (шагренированные и тусклые у A. pavonia), а наличник более плотно пунктирован, пунктуры разделены 1 диаметром пунктур, без четких блестящих промежутков (пунктуры разделены 1—2 диаметрами пунктура у A. pavonia, с блестящими промежутками).
Andrena palmyriae был впервые описан в 2021 году и относится к подроду Aciandrena на основании нескульптурированного проподеального треугольника, антефуркального нервулюса, куполообразного и лишенного полос наличника. Этот вид сходен с видами A. pavonia и A. badiyah.